# Erik Jendrišek
Erik Jendrišek (ur. 26 października 1986 w Trzcianie) – słowacki piłkarz grający na pozycji napastnika.

## Kariera klubowa
Karierę piłkarską Jendrišek rozpoczął w klubie MFK Ružomberok. W sezonie 2003/2004 zadebiutował w jego barwach w słowackiej lidze. Od następnego sezonu był już podstawowym zawodnikiem Ružomberoka. Największe sukcesy z tym klubem osiągnął w sezonie 2005/2006, gdy wywalczył mistrzostwo Słowacji i Puchar Słowacji, a z 21 golami został królem strzelców ligi. Ogółem w barwach Ružomberoka rozegrał 56 meczów i strzelił 30 goli.
Latem 2006 roku Jendrišek przeszedł do Hannoveru 96. W Bundeslidze zadebiutował 23 września 2006 w zremisowanym 1:1 domowym meczu z Bayerem 04 Leverkusen. Nie przebił się jednak do składu Hannoveru. Przegrał rywalizację o miejsce w ataku z Jiřím Štajnerem i Vahidem Hashemianem. Rozegrał 9 spotkań w Hannoverze.
W 2007 roku Jendrišek został piłkarzem drugoligowego 1. FC Kaiserslautern. Zadebiutował w barwach tego klubu 13 sierpnia w spotkaniu z Borussią Mönchengladbach zakończonym remisem 1:1. W sezonie 2008/2009 został najlepszym strzelcem zespołu, zdobywając 14 bramek.
W 2010 roku na zasadzie wolnego transferu przeszedł do FC Schalke 04, gdzie podpisał trzyletni kontrakt. Dołączył do zespołu przed sezonem 2010/2011.
Na początku 2011 roku Jendrišek przeszedł do SC Freiburg za kwotę 900 tysięcy euro. 12 stycznia 2015 roku podpisał kontrakt z Cracovią, obowiązujący do czerwca 2017 roku.

## Statystyki kariery
aktualne na dzień 19 czerwca 2017 roku
| Klub               | Sezon              | Liga               | Liga  | Liga   | Puchar krajowy | Puchar krajowy | Europa | Europa | Suma  | Suma   |
| Klub               | Sezon              | Liga               | Mecze | Bramki | Mecze          | Bramki         | Mecze  | Bramki | Mecze | Bramki |
| ------------------ | ------------------ | ------------------ | ----- | ------ | -------------- | -------------- | ------ | ------ | ----- | ------ |
| Ružomberok         | 2003/04            | Corgoň liga        | 3     | 1      | –              | –              | –      | –      | 3     | 1      |
| Ružomberok         | 2004/05            | Corgoň liga        | 17    | 8      | –              | –              | –      | –      | 17    | 8      |
| Ružomberok         | 2005/06            | Corgoň liga        | 34    | 21     | –              | –              | –      | –      | 34    | 21     |
| Ružomberok         | 2006/07            | Corgoň liga        | 2     | 0      | –              | –              | 1      | 0      | 3     | 0      |
| Ružomberok         | Ogólnie            | Ogólnie            | 56    | 30     | 0              | 0              | 1      | 0      | 57    | 30     |
| Hannover 96        | 2006/07            | Bundesliga         | 9     | 0      | 2              | 0              | –      | –      | 11    | 0      |
| Hannover 96        | Ogólnie            | Ogólnie            | 9     | 0      | 2              | 0              | 0      | 0      | 11    | 0      |
| Kaiserslautern     | 2007/08            | 2. Bundesliga      | 26    | 5      | 2              | 0              | –      | –      | 28    | 5      |
| Kaiserslautern     | 2008/09            | 2. Bundesliga      | 33    | 14     | 1              | 0              | –      | –      | 34    | 14     |
| Kaiserslautern     | 2009/10            | 2. Bundesliga      | 31    | 15     | 2              | 1              | –      | –      | 33    | 16     |
| Kaiserslautern     | Ogólnie            | Ogólnie            | 90    | 34     | 5              | 1              | 0      | 0      | 95    | 35     |
| FC Schalke 04      | 2010/11 (j)        | Bundesliga         | 3     | 0      | 1              | 0              | 1      | 0      | 5     | 0      |
| FC Schalke 04      | Ogólnie            | Ogólnie            | 3     | 0      | 1              | 0              | 1      | 0      | 5     | 0      |
| SC Freiburg        | 2010/11 (w)        | Bundesliga         | 8     | 0      | –              | –              | –      | –      | 8     | 0      |
| SC Freiburg        | 2011/12            | Bundesliga         | 19    | 2      | 1              | 0              | –      | –      | 20    | 2      |
| SC Freiburg        | 2012/13            | Bundesliga         | 9     | 0      | 0              | 0              | –      | –      | 9     | 0      |
| SC Freiburg        | Ogólnie            | Ogólnie            | 36    | 2      | 1              | 0              | 0      | 0      | 37    | 2      |
| Energie Cottbus    | 2013/14            | 2. Bundesliga      | 29    | 1      | 2              | 1              | –      | –      | 31    | 2      |
| Energie Cottbus    | Ogólnie            | Ogólnie            | 29    | 1      | 2              | 1              | 0      | 0      | 31    | 2      |
| Spartak Trnawa     | 2014/15 (j)        | Fortuna Liga       | 13    | 5      | 1              | 1              | 2      | 0      | 16    | 6      |
| Spartak Trnawa     | Ogólnie            | Ogólnie            | 13    | 5      | 1              | 1              | 2      | 0      | 16    | 6      |
| Cracovia           | 2014/15 (w)        | Ekstraklasa        | 17    | 4      | 2              | 0              | –      | –      | 19    | 4      |
| Cracovia           | 2015/16            | Ekstraklasa        | 35    | 13     | 3              | 1              | –      | –      | 38    | 14     |
| Cracovia           | 2016/17            | Ekstraklasa        | 31    | 1      | 1              | 0              | 2      | 0      | 34    | 1      |
| Cracovia           | Ogólnie            | Ogólnie            | 83    | 18     | 6              | 1              | 1      | 0      | 91    | 19     |
| Ogólnie w karierze | Ogólnie w karierze | Ogólnie w karierze | 319   | 90     | 18             | 4              | 6      | 0      | 343   | 94     |

## Kariera reprezentacyjna
W reprezentacji Słowacji Jendrišek zadebiutował 11 października 2008 roku w wygranym 3:1 spotkaniu eliminacji do Mistrzostw Świata w RPA z San Marino. Pierwszego gola w kadrze narodowej zdobył 11 lutego 2009 w sparingu z Cyprem (2:3). W 2009 roku awansował ze Słowacją na mundial w RPA. W kwalifikacjach do tego turnieju, oprócz bramki zdobytej w meczu z San Marino, wpisał się na listę strzelców również w spotkaniu z Czechami (2:1).